# Атеней искусств
Атене́й иску́сств (фр. Athénée des Arts) — литературное общество, основанное в 1792 году под названием Лицея Искусств (фр. Lycée des Arts), принявшее в 1803 году название Атеней искусств.
Революция истребила все сословия искусств и ремесел, разрушила учёные общества и закрыла во Франции заведения, посвященные воспитанию и образованию юношества. В это время общего расстройства учёные, литераторы и артисты составили общество, провозгласившее в самом своем начале, что оно намерено противиться уничтожению искусств и способствовать путём безвозмездных лекций народному образованию и развитию полезных искусств. В числе первых основателей этого общества были: Лавуазье, Лаланд, Вик д'Азир, Кондорсе, Вальмон де Бомар, Пармантье, Галле, Бертолле, Дорсет, Фуркруа, Кювье, Дефорж и др. Открытие этого общества происходило торжественно, являя собой противовес невежеству, порокам и злодействам, господствовавшим тогда во Франции. Это был протест талантов и добродетели против нелепых учений.
Члены лицея не устрашились власти террора; за 3 дня до казни Лавуазье они поднесли ему в темнице дубовый венок, и по миновании владычества Робеспьера Лицей совершил торжественную тризну по Лавуазье, знаменитой жертве безначалия. С этого времени общество назвалось Атенеем Искусств; оно заключало в своих списках много знаменитых государственных людей, литераторов, учёных и артистов и принесло много пользы наукам и словесности. А. этот существует поныне, помещаясь в здании городской ратуши, поощряет литературные и научные труды, раздает медали и похвальные отзывы и знакомит публику с достойными её внимания учёными и артистами.